# فرودگاه شوآل لیک
فرودگاه شوآل لیک (به انگلیسی: Shoal Lake Airport) یک فرودگاه همگانی است که یک باند فرود آسفالت دارد و طول باند آن ۱۰۰۲ متر است. این فرودگاه در کشور کانادا قرار دارد و در ارتفاع ۵۶۰ متری از سطح دریا واقع شده است.